# Virginia Slims of Central New York
Il Virginia Slims of Central New York è stato un torneo femminile di tennis giocato dal 1971 al 1991. Si è disputato a New York negli USA su campi in sintetico indoor. Nel 1973 ha assunto il nome di Lady Gotham Tournament perché non appartenente al Virginia Slims Tour.

## Albo d'oro

### Singolare
| Anno          | Campionessa        | Finalista        | Punteggio     |
| ------------- | ------------------ | ---------------- | ------------- |
| dicembre 1971 | Virginia Wade      | Rosie Casals     | 6-3, 6-3      |
| marzo 1971    | Rosie Casals       | Billie Jean King | 6-4, 6-4      |
| 1973          | Chris Evert        | Katja Ebbinghaus | 6-0, 6-4      |
| 1975          | Chris Evert        | Virginia Wade    | 6-0, 6-1      |
| 1976          | Beth Norton        | Ruta Gerulaitis  | 1-6, 7-5, 6-3 |
| 1985          | Barbara Potter     | Helen Kelesi     | 4-6, 6-3, 6-2 |
| 1991          | Isabelle Demongeot | Lori McNeil      | 6-4, 6-4      |

### Doppio
| Anno | Campionesse                     | Finaliste                        | Punteggio     |
| ---- | ------------------------------- | -------------------------------- | ------------- |
| 1976 | Patricia Bostrom Janice Metcalf | Laura DuPont Valerie Ziegenfuss  | 6-2 6-3       |
| 1985 | Mercedes Paz Gabriela Sabatini  | Andrea Holíková Katerina Bohmova | 5-7, 6-4, 6-3 |
| 1991 | Rosalyn Fairbank Lise Gregory   | Katrina Adams Lori McNeil        | 7-5, 6-4      |